# 30 dni mroku
30 dni mroku lub 30 dni nocy (oryg. 30 Days of Night) – filmowy horror z 2007 roku w reżyserii Davida Slade’a na podstawie miniserii komiksowej 30 dni nocy.
W 2010 roku powstał sequel, 30 dni mroku: Czas ciemności.

## Fabuła
W małym miasteczku Barrow (obecnie Utqiaġvik) na Alasce noc zapada na 30 dni. Jest to idealna okazja dla grupy wampirów do uśmiercenia mieszkańców miasta. Nie wiadomo dokładnie skąd wzięły się wampiry. Wiadomo, że chcą zabić całe miasto i spalić je, aby zatrzeć wszystkie dowody. Po makabrycznych przygodach garstce osób udaje się przeżyć. Wśród nich są główni bohaterowie – szeryf miasteczka i jego była żona. Ocaleni z rzezi ukrywają się w wielu domach, patrząc jak giną ich przyjaciele i bliscy. Osoba ugryziona przez wampira lub przez kontakt z jego krwią staje się kolejnym wampirem. W krytycznym momencie, by ratować swoją żonę, główny bohater wstrzykuje sobie krew jednego z wampirów i staje do walki z „główną” strzygą...

## Obsada
- Josh Hartnett – Eben
- Ben Foster – Nieznajomy
- Melissa George – Stella Olemaun
- Danny Huston – Marlow
- Craig Hall – Wilson Bulosan
- Manu Bennett – Billy Kitka
- Mark Boone Junior – Beau
- Ben Fransham – Wampir

## Nagrody i wyróżnienia
- Nagrody Saturn 2008
  - najlepszy horror (nominacja)
  - najlepsza charakteryzacja (nominacja)